# Sonequa Martin-Green
Sonequa Martin-Green, född 21 mars 1985 i Russelville, Alabama, är en amerikansk skådespelare och producent. Hon spelar huvudrollen som Michael Burnham i Star Trek: Discovery.